# Phoroncidia lygeana
Phoroncidia lygeana là một loài nhện trong họ Theridiidae.
Loài này thuộc chi Phoroncidia. Phoroncidia lygeana được Charles Athanase Walckenaer miêu tả năm 1842.